# 싱가포르 해협

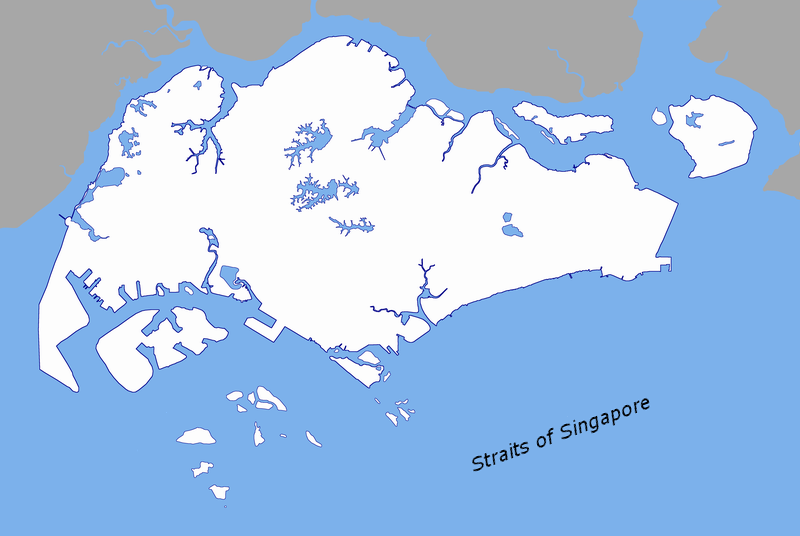
싱가포르 해협

싱가포르 해협은 싱가포르섬의 남쪽과 인도네시아의 리아우 제도 사이의 해협으로, 길이 114 km, 폭 16 km이다. 서쪽의 믈라카 해협과 동쪽의 남중국해를 잇는다.
최대 수심은 동쪽 70m 서쪽 50m이고 최저 수심은 동쪽 20m 서쪽 10m로 수심이 낮아 큰 선박들의 섬 주변 접근이 어렵다.

## 같이 보기
- 벵골만
- 안다만해